# Věra Ždichyncová
Věra Ždichyncová (17. února 1922, Praha – 18. září 2017, Praha) byla česká tanečnice, choreografka, baletní mistryně a pedagožka. Jejím synem byl tanečník a choreograf Pavel Ždichynec.

## Život
Tato pražská rodačka z rodiny lékárníka už odmala měla zájem o balet. Proto začala studovat balet v taneční škole Ely Březinové a později přestoupila do školy klasického tance Heleny Štěpánkové. Během studia byla na základě nabídky Emericha Gabzdyla v roce 1938 jako sedmnáctiletá angažována v Národním divadle moravsko-slezském v Ostravě jako sólistka baletu do hry Louskáček. Prvně se zde ale na jevišti už objevila v baletních scénách Stříbrné doly v operetě Na šťastné planetě. V Ostravě tančila do roku 1942, kdy získala angažmá v tehdejším Königsbergu a kde byla do roku 1944, když následně v sezóně 1945/1946 působila v Divadle 5. května v Praze. Poté znova tančila v Ostravě až do roku 1948, kdy po úspěšném konkurzu získala od 1. srpna angažmá v Národním divadle v Praze. Od roku 1951 vedla v divadle sborové a sólové tréninky a stala se asistentkou choreografa a repetitorkou. Během toho studovala na Taneční katedře HAMU obor taneční pedagogika a semináře u Olgy Iljiny Alexandrovny na Taneční konzervatoři Praha, které absolvovala v roce 1956. Společně s Naďou Sobotkovou a Olgou Páskovou obnovily v roce 1953 Baletní přípravku Národního divadla, kde působila do roku 1963.
Vedle dívčích rolí, kdy například ztvárnila Mášenku v Louskáčkovi, Zlatovlásku ve Z pohádky do pohádky, Svanildu v Coppélii,
vynikala v charakterních rolích, jako například Macecha v Popelce, Vosa v Spící krasavici, Chůva v Romeovi a Julii nebo Kněžna v Labutím jezeře.
V roce 1959 ukončila svou aktivní taneční dráhu a odešla potřetí do Státního divadla Ostrava, kde působila do roku 1962 jako baletní mistryně a pedagožka. Baletní mistryní dělala i od roku 1966 do roku 1983 v Národním divadle v Praze, kde byla i asistentkou choreografie. Mimo jiné vyučovala klasické tance a metodiku na HAMU, kdy ji tímto po dostudování pověřil vedoucí taneční katedry Jan Reimoser a vyučovala to až do roku 1985. Spolu s Olgou Páskovou napsala v roce 1973 skripta Základy klasického tance a učebnici Základy klasického tance vydanou v Praze 1978. Kromě baletu cvičila od čtyřiceti jógu, která se stala jejím životním stylem a kterou i následně vyučovala.
Za svou práci obdržela za rok 2010 Cenu Thálie za celoživotní mistrovství v kategorii balet a pantomima a jiný tanečně dramatický žánr. Zemřela ve věku 95 let 18. září 2017 v Praze.

## Ocenění
- 1994 Cena Senior Prix ´94
- 2010 Cena Thálie za celoživotní taneční mistrovství